# Парламентские выборы в Норвегии (1933)
Парламентские выборы в Норвегии проходили 16 октября 1933 года. Результатом стала победа Рабочей партии, которая получила 69 из 150 мест в Стортинге.

## Избирательная система
Выборы проходили по пропорциональной избирательной системе с распределением мест парламента по методу Д’Ондта. 150 мест распределялись по 29 многомандатным округам, из которых 18 было сельских и 11 городских. Партии могли выставлять в отдельных округах объединённые партийные списки.

## Результаты
Консервативная партия и Левая либеральная партия продолжали свой союз, но в некоторых округах Левая либеральная партия выставила отдельные списки.
| Партия                                | Партия                                | Голоса    | %    | Места | +/-   |
| ------------------------------------- | ------------------------------------- | --------- | ---- | ----- | ----- |
|                                       | Рабочая партия                        | 500 526   | 40,1 | 69    | +22   |
|                                       | Консервативная партия                 | 252 506   | 20,2 | 30    | –9    |
|                                       | Левая либеральная партия              | 252 506   | 20,2 | 0     | –2    |
|                                       | Либеральная партия                    | 213 153   | 17,7 | 24    | –9    |
|                                       | Фермерская партия                     | 173 634   | 13,9 | 23    | –2    |
|                                       | Национальное единение                 | 27 850    | 2,2  | 0     | новая |
|                                       | Коммунистическая партия               | 22 773    | 1,8  | 0     | 0     |
|                                       | Левая либеральная партия              | 20 184    | 1,6  | 1     | –2    |
|                                       | Общественная партия                   | 18 786    | 1,5  | 1     | новая |
|                                       | Христианская народная партия          | 10 272    | 0,8  | 1     | новая |
|                                       | Радикальная народная партия           | 6 858     | 0,5  | 1     | 0     |
|                                       | Прочие партии                         | 2 130     | 0,2  | 0     | –     |
|                                       | Прочие голоса                         | 14        | 0,0  | –     | –     |
| Недействительных/пустых бюллетеней    | Недействительных/пустых бюллетеней    | 6 352     | –    | –     | –     |
| Всего                                 | Всего                                 | 1 255 038 | 100  | 150   | 0     |
| Зарегистрированных избирателей / Явка | Зарегистрированных избирателей / Явка | 1 643 498 | 76,4 | –     | –     |
| Источники: Nohlen & Stöver            |                                       |           |      |       |       |